# Hermann Schlimme (Politiker)

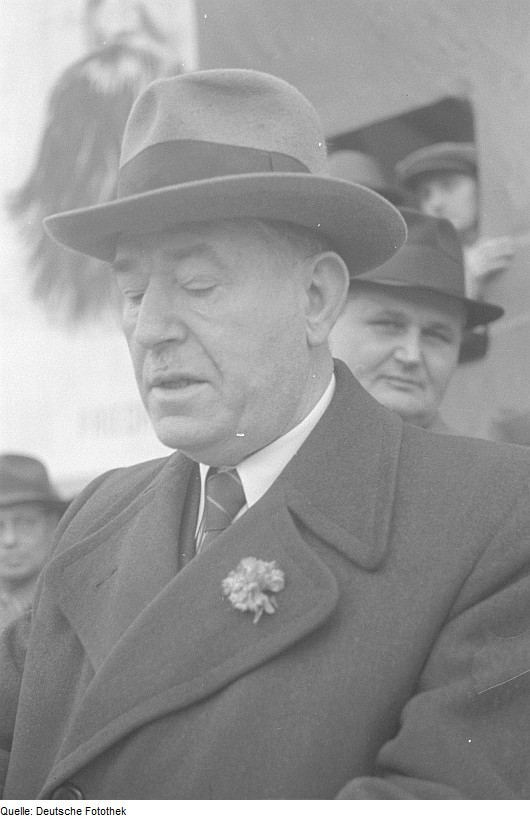
Hermann Schlimme 1947

Hermann Schlimme (* 14. September 1882 in Langensalza; † 10. November 1955 in Ost-Berlin) war ein deutscher Politiker. Er war Mitbegründer des FDGB und saß ab 1952 in dessen Bundesvorstand.

## Leben
Schlimme wurde als Sohn einer Arbeiterfamilie geboren. Nach dem Besuch der Volksschule ging er 1896 auf Wanderschaft und erlernte dabei bis 1903 den Beruf des Drechslers. Während dieser Zeit trat er 1899 zunächst in den Deutschen Holzarbeiterverband ein. Von 1904 bis 1907 war Schlimme als Handelshilfsarbeiter tätig. Dabei trat er 1906 dem Deutschen Transportarbeiter-Verband und der SPD bei. 1907 erhielt Schlimme eine Anstellung als Kontorist und Buchhalter, die er bis 1911 ausübte. In dieser Zeit wurde er bereits ehrenamtlich für Partei und Gewerkschaft aktiv. 1911 wurde Schlimme hauptamtlicher Bezirksleiter des Deutschen Transportarbeiter-Verbandes in Halle. Diese Tätigkeit nahm er bis 1921 wahr. Unterbrochen wurde sie von 1915 bis 1918 durch die Teilnahme am Ersten Weltkrieg.
Im Zuge der Wirren des Kriegsendes wurde Schlimme 1918 Mitglied der USPD, er trat jedoch nach kurzer Zeit wieder der SPD bei. 1920 nahm er aktiv als Gewerkschafter an der Niederschlagung des Kapp-Putsches in Berlin teil. 1922 und 1923 absolvierte Schlimme ein Studium an der Fachschule für Verwaltung in Berlin. Nach diesem Studium wurde er persönlicher Sekretär von Theodor Leipart, dem damaligen Vorsitzenden des ADGB. Zudem war er Mitarbeiter im Vorläufigen Reichswirtschaftsrat. Als Mitarbeiter von Leipart, der auch Herausgeber der Zeitschrift Die Arbeit war, veröffentlichte Schlimme auch Aufsätze in diesem Gewerkschaftsblatt. 1931 rückte er als Sekretär in den ADGB-Bundesvorstand auf, in dem er bis zur Auflösung der Gewerkschaften 1933 blieb.
Nach dem Verbot war Schlimme zunächst Mitglied der Reichsleitung für den Wiederaufbau freier Gewerkschaften, im Mai 1933 wurde er jedoch zeitweilig inhaftiert. Nach seiner Entlassung verdiente er sich als Lebensmittelhändler und Buchhändler für Fachliteratur sein Einkommen. Parallel dazu übernahm er bis zu seiner erneuten Verhaftung am 20. Januar 1937 die illegale Tätigkeit als Beauftragter des Vorstandes des Internationalen Gewerkschaftsbunds. Nach seiner Verhaftung wurde Schlimme am 8. Dezember 1937 durch das Kammergericht Berlin wegen Vorbereitung zum Hochverrat zu drei Jahren Zuchthaus verurteilt. Diese Strafe verbüßte er bis 1940 in den Zuchthäusern Brandenburg-Görden und Amberg. Nach seiner Entlassung arbeitete er dann bis Kriegsende als Buchhalter in der Laborfabrik Karl Geyer Berlin. Schlimme war von den Gewerkschaftern unter den Verschwörern des Attentats vom 20. Juli 1944 im Schattenkabinett Beck/Goerdeler für den Fall eines gelungenen Putsches als Leiter der Abteilung Personalfragen und Organisation in einer Einheitsgewerkschaft vorgesehen.
Hermann Schlimme gehörte nach dem Ende des Zweiten Weltkrieges zu den wenigen namhaften Sozialdemokraten, die überlebt hatten und in der Sowjetischen Besatzungszone sofort zur Verfügung standen. Er gehörte zu den 14 Mitgliedern des Zentralausschusses der SPD, der sich am 15. Juni 1945 in Berlin konstituierte. Kurz danach, am 17. Juni 1945, veröffentlichte der Vorbereitende Gewerkschaftsausschuss für Groß-Berlin, welcher sich am 13. Juni 1945 konstituiert hatte, den Gründungsaufruf für die Bildung freier Gewerkschaften. Hierbei gehörte Schlimme als Vertreter der früheren freien Gewerkschaften zu den Mitunterzeichnern des Aufrufs. 1946 gehörte er zu den Teilnehmern des Gründungsparteitages der SED. Gleichzeitig wurde Schlimme 2. Vorsitzender des FDGB-Vorstandes für Groß-Berlin, welcher er bis 1951 blieb. In dieser Funktion und auch später bis zu seinem Tod war er Mitglied des FDGB-Bundesvorstandes und des Parteivorstandes, später Zentralkomitee der SED. Zunächst von 1946 bis 1948 Mitglied der Stadtverordnetenversammlung von Groß-Berlin, wurde Schlimme 1948 Abgeordneter des Deutschen Volksrates, später der Volkskammer bis zu seinem Tod. Dort vertrat er den FDGB.

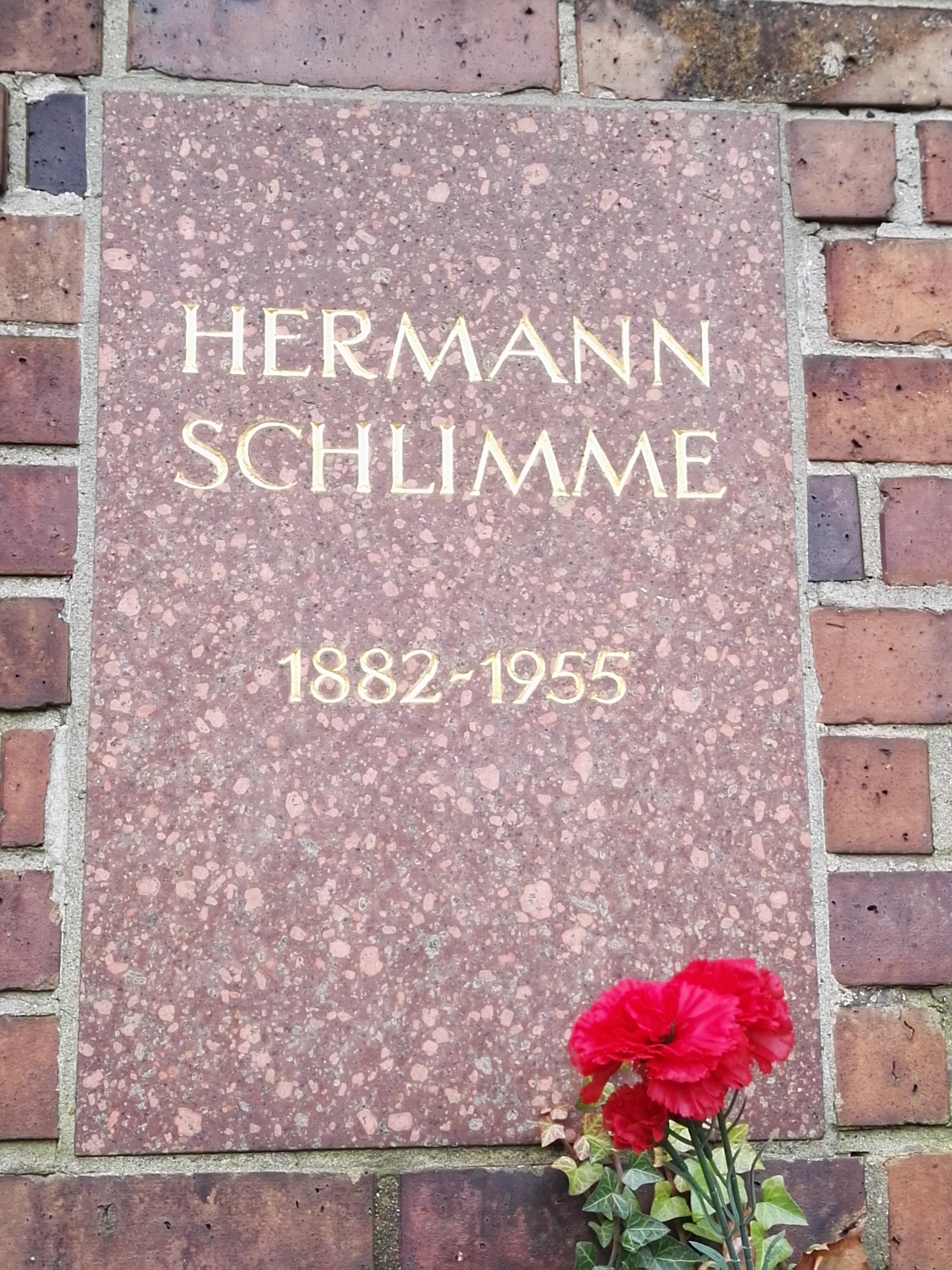
Grabstätte

Seine Urne wurde in der Gedenkstätte der Sozialisten auf dem Zentralfriedhof Friedrichsfelde in Berlin-Lichtenberg beigesetzt.
Schlimmes Sohn Hermann Schlimme junior war langjähriger Generaldirektor des VEB Kombinat Deutrans.

## Auszeichnung
- 15. Juni 1953 Karl-Marx-Orden[1]
- 6. Mai 1955 Vaterländischer Verdienstorden in Gold

## Ehrungen
Nach Hermann Schlimme wurden folgende Einrichtungen benannt:
- VEB Werkzeugmaschinenfabrik Hermann Schlimme, Berlin-Treptow, Bouchéstraße
- VEB Steremat Hermann Schlimme, Berlin-Prenzlauer Berg, Storkower Straße
- Sitz des FDGB-Bezirksvorstandes Berlin (Hermann-Schlimme-Haus), Berlin-Mitte, Wallstraße
- 13. Polytechnische Oberschule, Berlin-Prenzlauer Berg, Syringenweg
- Ferienlager des VEB Gießerei und Maschinenbau Berlin-Lichtenberg, Ortkrug
- FDGB-Ferienheim, Saalburg

## Darstellung Schlimmes in der bildenden Kunst der DDR
- Rudolf Pleissner: Porträt Hermann Schlimme (1967, Öl, 119 × 88 cm)[2]